# Koponya-sziget (televíziós sorozat)
A Koponya-sziget (eredeti cím: Skull Island) 2023-tól vetített amerikai anime stílusú 2D-s számítógépes animációs kalandsorozat, amelyet Brian Duffield írt és alkotott.
Amerikában és Magyarországon 2023. június 22-én mutatta be a Netflix.

## Ismertető
Az 1990-es években jószándékú felfedezők egy csoportja kimerészkedik a tengerre, hogy kimentse Annie-t az óceánból. Ennek során hajótörést szenvednek a veszélyes Koponya-szigeten. Együtt küzdenek meg a túlélésért a titokzatos szigeten, ahol hatalmas lények és félelmetes szörnyek élnek, köztük Kong.

## Szereplők
| Szereplő | Eredeti hang   | Magyar hang     |
| -------- | -------------- | --------------- |
| Charlie  | Nicolas Cantu  | Nagy Gereben    |
| Annie    | Mae Whitman    | Laudon Andrea   |
| Mike     | Darren Barnet  | Kenéz Ágoston   |
| Cap      | Benjamin Bratt | Posta Victor    |
| Irene    | Betty Gilpin   | Nádasi Veronika |
| Sam      | Phil LaMarr    | Pál Tamás       |

### Magyar változat
- Magyar szöveg: Tukora Katinka
- Hangmérnök: Bartkó Botond
- Vágó: Simkóné Varga Erzsébet
- Gyártásvezető: Cabello-Colini Borbála
- Szinkronrendező: Dóczi Orsolya
- Produkciós vezető: ?

A szinkront a Mafilm Audio Kft. készítette.

## Epizódok
| Sor. | Év. | Cím                                                                                                  | Rendező                          | Író            | Premier                           |
| ---- | --- | --- | -------------------------------- | -------------- | --------------------------------- |
| 1.   | 1.  | A révkalauz (Maritime Pilot)                                                                         | Danny Araya                      | Brian Duffield | 2023. június 22. 2023. június 22. |
| 2.   | 2.  | Az utolsó fehér folt a térképen (The Last Blank Space on the Map)                                    | Julie Olson és Amanda Sitareh B. | Brian Duffield | 2023. június 22. 2023. június 22. |
| 3.   | 3.  | Mi van, kroki? (What's Up, Croc?)                                                                    | Danny Araya                      | Brian Duffield | 2023. június 22. 2023. június 22. |
| 4.   | 4.  | Reggeli fogás (Breakfast Fit for a Kong)                                                             | Amanda Sitareh B.                | Brian Duffield | 2023. június 22. 2023. június 22. |
| 5.   | 5.  | A kutyafáját! (Doggone It)                                                                           | Danny Araya                      | Brian Duffield | 2023. június 22. 2023. június 22. |
| 6.   | 6.  | Becéző szavak (Terms of Endearment)                                                                  | Amanda Sitareh B.                | Brian Duffield | 2023. június 22. 2023. június 22. |
| 7.   | 7.  | Te nem király vagy, csak egy böhöm nagy, buta állat (You're Not a King, You're Just a Stupid Animal) | Danny Araya                      | Brian Duffield | 2023. június 22. 2023. június 22. |
| 8.   | 8.  | Így nem lehet majmot fogni (You'll Never Catch a Monkey That Way)                                    | Amanda Sitareh B.                | Brian Duffield | 2023. június 22. 2023. június 22. |

## A sorozat készítése
2021 januárjában bejelentették, hogy a MonsterVerse folytatása anime tévésorozat formájában készül. Brian Duffieldet szerződtették a sorozat írójának, alkotójának, vezető producerének, rendezőjének és showrunnerének; míg Jacob Robinson szintén vezető producerként tevékenykedett. A projektet a Legendary Television, a Powerhouse Animation és a Tractor Pants Productions közös produkciójaként jelentették be; és kizárólag a Netflixen való megjelenés szándékával készült.